# Élisabeth Revol
Élisabeth Revol (Crest (Drôme), 29 aprile 1979) è un'alpinista francese.

## Biografia
Revol è nata nella regione della Drôme, in Francia, ed i suoi genitori l'hanno introdotta all'alpinismo nel Massiccio degli Écrins. Ha iniziato ad arrampicare all'età di 19 anni ed è diventata un'insegnante di educazione fisica, lavoro poi interrotto a metà degli anni 2010 per diventare una scalatrice professionista. Nel 2006 è partita per la Bolivia con il Club alpino francese, dove ha scalato il suo primo 6.000.

### Gli Ottomila
È nota soprattutto per i suoi successi himalayani in stile alpino. Inizia con la sua prima vetta a 6.000 m nel 2006 e poi due anni dopo parte per l'Himalaya. È la prima donna ad aver realizzato la tripla Broad Peak - Gasherbrum I - Gasherbrum II, sola e senza ossigeno. Il raggiungimento delle vette del Gasherbrum I e del Gasherbrum II è stato realizzato in un tempo record di 52 ore senza ritorno al campo base. Ha aperto una via a nord-ovest in inverno.
Nell'inverno 2013 prova la scalata invernale al Nanga Parbat insieme a Daniele Nardi. Il tentativo si interrompe sullo Sperone Mummery (6.450 metri), a causa di un principio di congelamento delle dita.
Nel gennaio 2018, insieme al compagno di scalata Tomasz Mackiewicz, è riuscita a completare per la prima volta la via Messner-Eisendle; in quest'occasione e diventata la prima donna ad aver raggiunto la vetta del Nanga Parbat in inverno in stile alpino, e la seconda in assoluto su un 8000 invernale. Durante il ritorno dalla vetta dovette abbandondare il suo compagno Tomasz a 7400 metri, mentre lei riuscì a scendere fino ai 6000 m dove fu salvata da Denis Urubko e Adam Bielecki. Per questa impresa è stato nominata al Piolet d'Or.
Un anno e mezzo dopo il suo salvataggio, salì con successo sull'Everest (8.848 metri), quindi salì il giorno successivo il Lhotse, la quarta vetta del mondo, situata a 8.516 metri sul livello del mare e adiacente all'Everest.